# Бакинский зоопарк
Бакинский зоопарк (азерб. Bakı Zooloji Parkı) — государственный зоологический парк в Баку. Старейший в Азербайджане. Открыт в 1928 году. Подчиняется Министерству культуры Азербайджана и исполнительной власти города Баку. Общая площадь зоопарка составляет 4,25 гектара.

## История

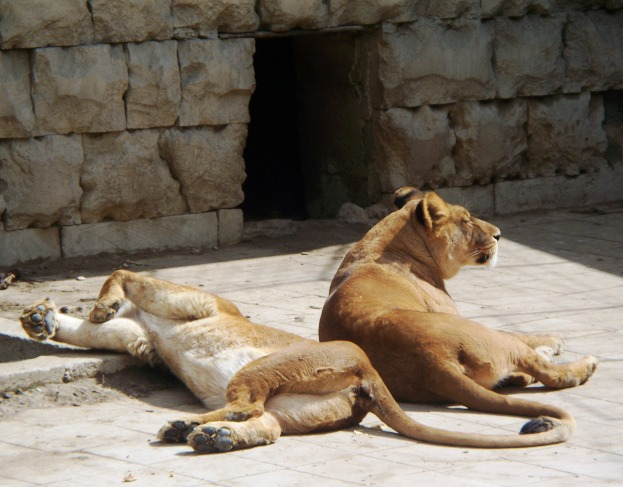
Африканские львы

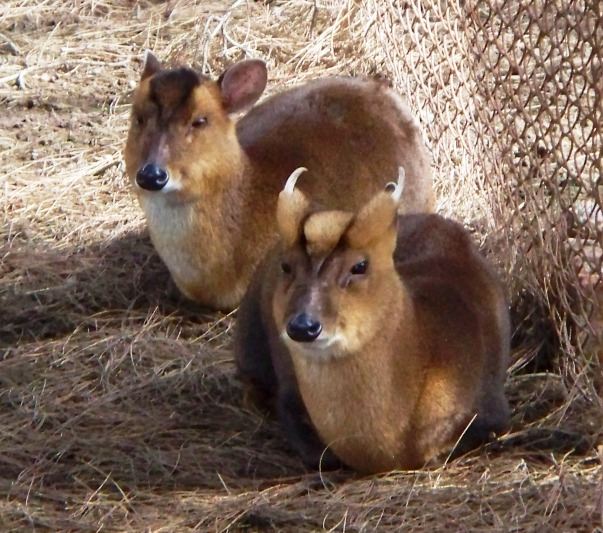
Мунтжаки

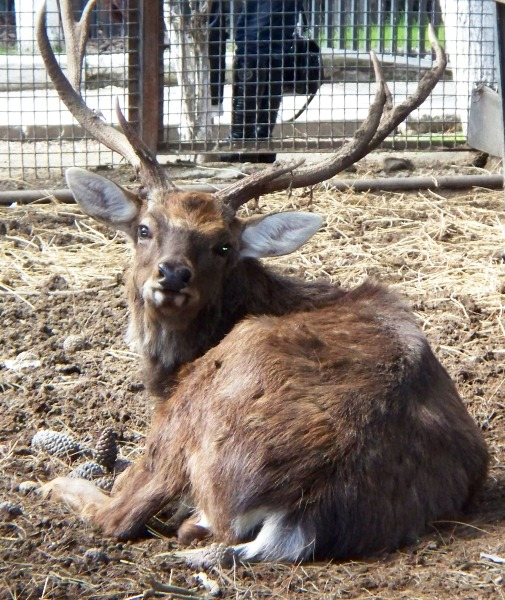
Благородный олень

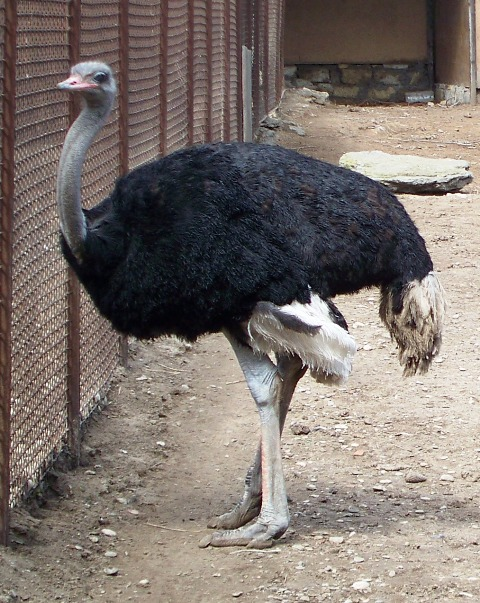
Страус

Бакинский зоопарк был открыт в 1928 году на территории парка имени Луначарского (ныне парк Низами).
В 1942 году, на основе эвакуированного ростовского зоопарка был создан новый зоопарк, открытие которого состоялось уже после окончания ВОВ, в 1945 году. Вплоть до 1958 года зоологический парк располагался в небольшом сквере, возле железнодорожного вокзала, который в дальнейшем был назван садом Ильича.
В 1958 году зоопарк был перенесен в посёлок Баилово, на окраине Баку, где располагался вплоть до середины 70-х годов, когда произошёл знаменитый баиловский оползень, во время которого погибли сбежавший лев, а также медведь раздавленный упавшей клеткой. Это трагическое событие заставило городские власти серьёзно задуматься о новом, безопасном месте расположения зоопарка, но пока решение не было принято, зоопарк временно перенесли в посёлок Разино (ныне посёлок Бакиханова), где он находился до 1985 года.
А в это время экспертная группа, состоящая из зоологов, биологов и других специалистов, пришла к выводу, что наиболее подходящим местом для проживания зверей является парк на территории Наримановского района Баку. На территории возле детской железной дороги было начато строительство нового зоопарка, которому по плану отводилось целых 45 гектаров.
Чтобы ускорить строительство, было принято решение временно освоить 2,25 га из всех положенных, а в дальнейшем расширять территорию, построив кольцевую детскую железную дорогу вокруг всего зоопарка.
В 1979 году исполком Бакинского совета выделил необходимую сумму на строительство нового зоопарка, которое продолжалось почти пять лет из-за недостатка финансирования. И наконец 1 сентября 1985 года Наримановским РСУ был сдан в эксплуатацию новый бакинский зоопарк, который вновь открылся для посетителей, и где находится по сей день.
К 2010 году, на территориях прилегающих к зоопарку, начались строительные работы, в результате которых кольцевая детская железная дорога была полностью демонтирована. На повестку дня вновь встал вопрос о переносе месторасположения зоопарка.
Летом 2017 года по инициативе Фонда Гейдара Алиева и Общественного объединения IDEA начался ремонт зоопарка. В феврале 2019 года все животные были перевезены в посёлок Локбатан, и начались работы по реконструкции и расширению зоопарка.

### Проект нового зоопарка

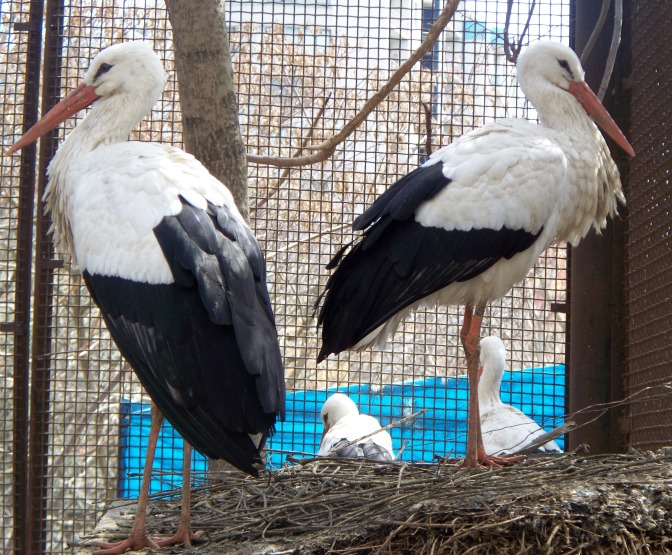
Аисты

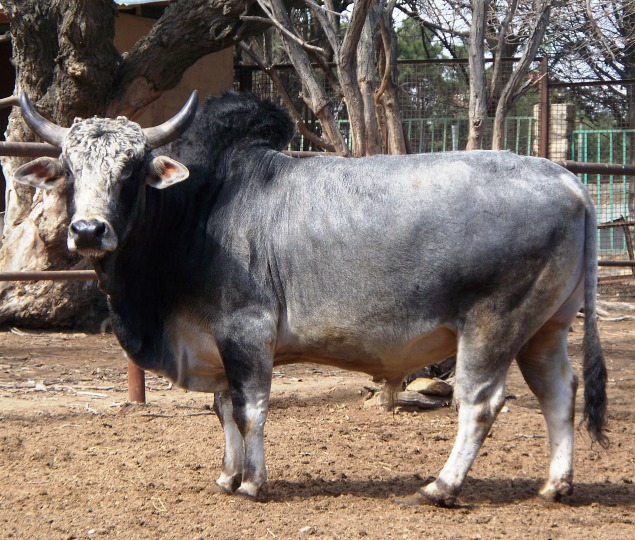
Зебу

Согласно распоряжению президента Азербайджана Ильхама Алиева, примерно в десяти километрах от Баку, в поселке Гобу, Абшеронского района, будет построен новый зоопарк с уникальными и редкими видами флоры и фауны. На эти цели из резервного фонда президента выделяется 2,85 млн манатов. В новом зоологическом парке, который займет территории в 230 гектаров, будут размещены редкие млекопитающие и птицы с других континентов, в частности, из Австралии. В Министерстве экологии и природных ресурсов Азербайджана и Национальной Академии Наук создана рабочая группа, в которую, кроме названных организаций, входят и специалисты различных НИИ и НПО.
7 октября 2021 года состоялось открытие Бакинского зоопарка после реконструкции. Общая территория была расширена от  2,25 га почти вдвое и доведена до 4.25 гектара.

## Символ бакинского зоопарка

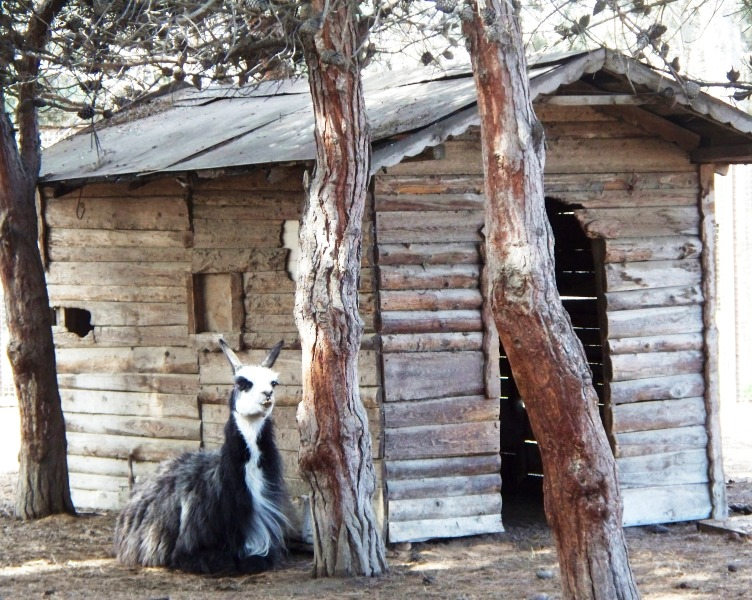
Лама у своего домика

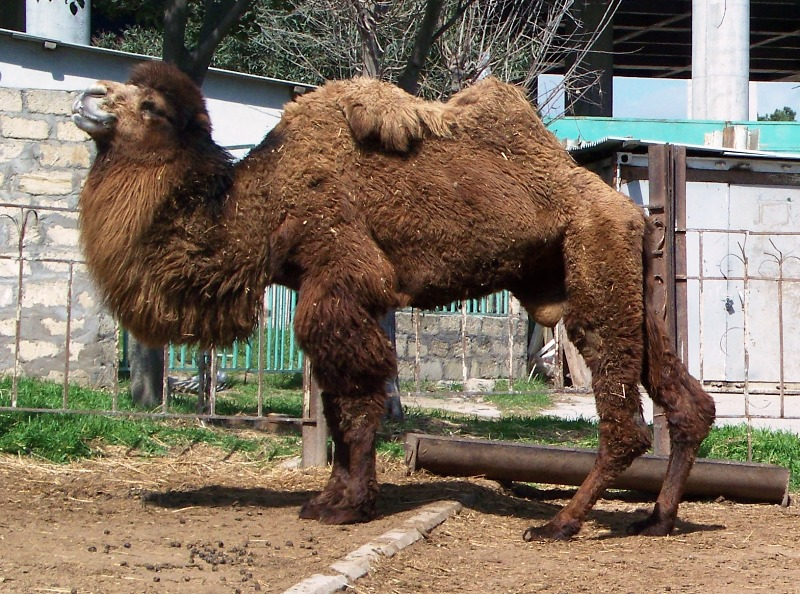
Двугорбый верблюд

Символом бакинского зоопарка является розовый фламинго, который впервые появился в Баку в начале 90-х годов прошлого столетия. Жители города приносили в зоопарк этих птиц, полуживых и раненых. Работники зоопарка, во главе с главным ветеринаром Чингизом Султановым, ухаживали за ними, и, благодаря их стараниям, сегодня здесь около 28 фламинго.

## Количество животных
НА 2010г. в зоопарке обитает 160 видов животных, общая численность которых достигает 1200 голов.
- 2010 год: 1200 животных 160 видов.
- 2021 год: 125 видов, из них 22 занесены в Красную Книгу[1]

## Виды животных

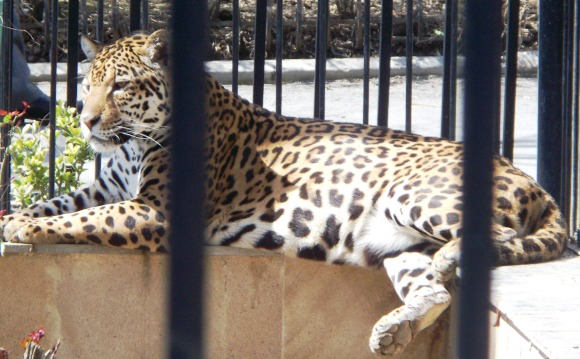
Ягуар

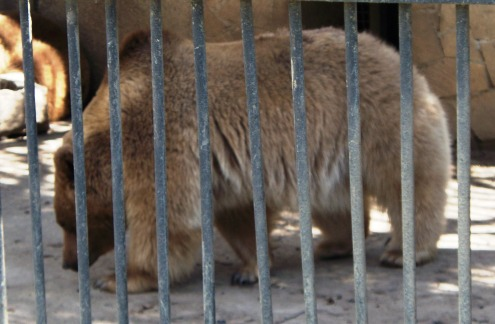
Бурый медведь

| - Нильский крокодил - Розовый фламинго - Бурый медведь - Северный олень - Египетские собаки - Обыкновенный канюк - Белоголовый сип |  | - Рыси - Косули - Маралы - Львы - Тигры - Зебу |  | - Верблюды - Черный гриф - Шакалы - Лисы - Бегемоты - Пони - Бородач |  | - Ламы - Леопард - Черепахи - Ягуар - Лань - Бык |  | - Волк - Обезьяна - Шиншиллы - Страус - Попугаи - Рыбы |  | - Носухи - Буйвол - Лось - Ягуар - Лама - Стервятник - Мунтжаки - Кенгуру |  | - Дикобраз - Питон |

## Сооружения
На территории зоопарка
- Акватеррариум
- Контактный зоопарк

## Плата за вход в зоопарк
- 2017 — 2 манат (1,25 доллара) взрослые, 1 манат (0,75 доллара) — дети.
- 2021 — 5 манат (2,94 доллара) взрослые, 2 манат (1.18 доллара) — дети.
  - Для членов семей шехидов и детей до 3 лет вход бесплатный; льготные билеты могут приобрести ветераны и их дети, инвалиды Отечественной войны I-II-III групп, учащиеся и студенты[9].

## Директора зоопарка

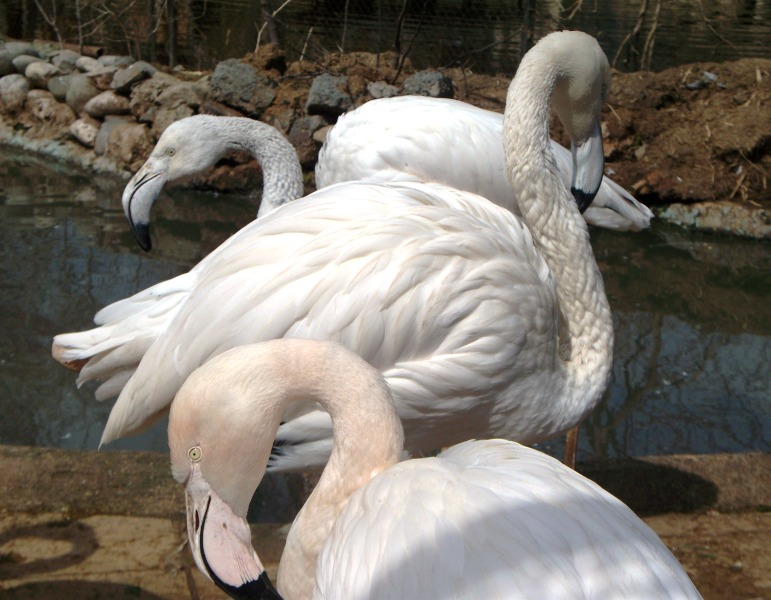
Розовый фламинго — символ бакинского зоопарка

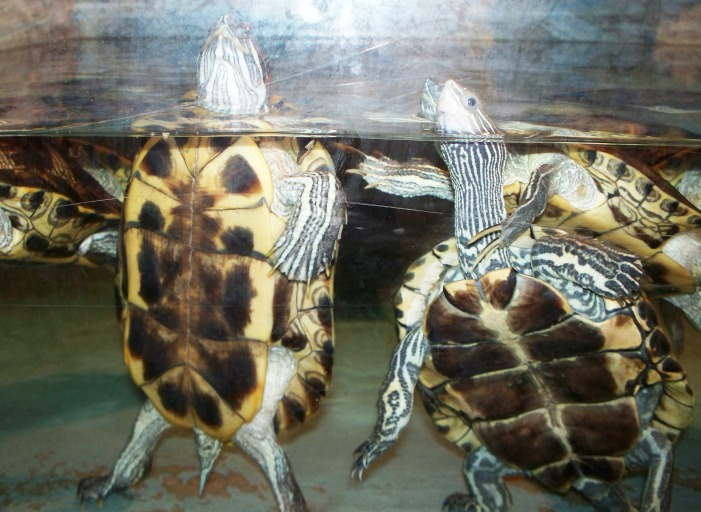
Черепахи в аквариуме

Вот уже долгие годы директором зоопарка является Азер Гусейнов.

## Некоторые факты

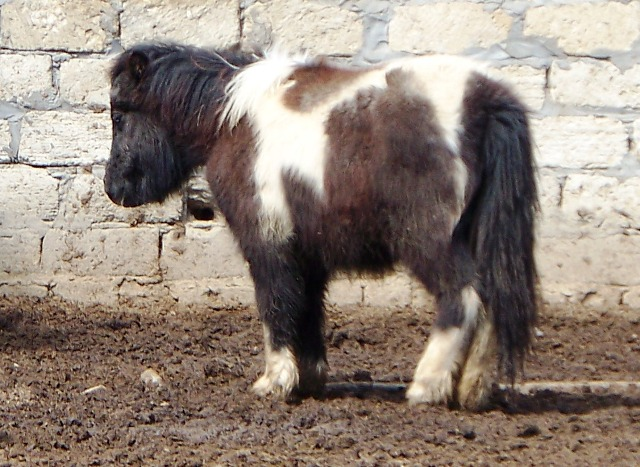
Шетлендский пони

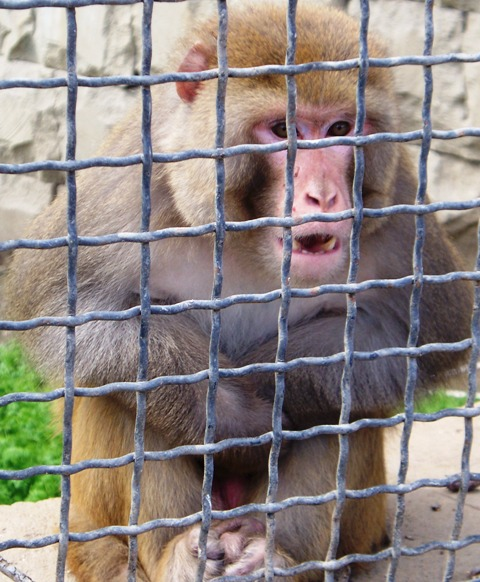
Макака-резус

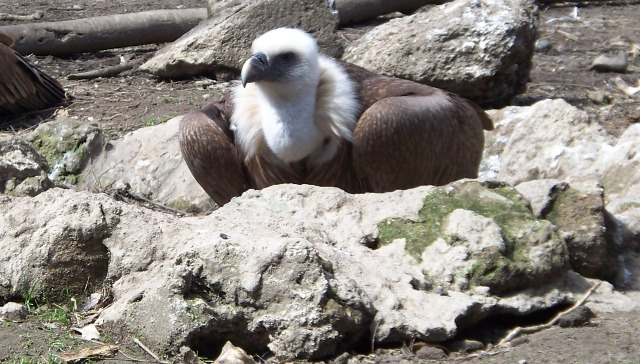
Белоголовый сип

- В 1967 году в Бакинском зоопарке родился лев Кинг, который через семь лет снялся в известном фильме «Невероятные приключения итальянцев в России».
- В 2001 году по распоряжению главы городской исполнительной власти Баку бакинскому зоопарку была выделена дополнительная площадь в размере 2 гектаров. Таким образом, общая площадь зоопарка достигла 4,25 гектара.
- В 2008 году в бакинский зоопарк из Минска были доставлены на самолёте шесть видов экзотических животных: по паре нильских крокодилов, носух, шиншилл, европейских косуль, египетских собак и рысей. Это приобретение было сделано взамен молодого льва, которого отправили из Баку в столицу Белоруссии ещё в конце 2007 года.[10]
- Летом 2009 года, в рамках подготовки к зимнему сезону и спячке некоторых животных, в зоопарке были проведены ремонтные работы по утеплению вольеров животных, которые не приспособлены к холоду. Вольеры этих животных были оснащены отопительной системой.[11]
- В 2010 году, который по восточному календарю является годом тигра, символом бакинского зоопарка стал тигр по имени Кинг.[12]